# استاک‌پورت

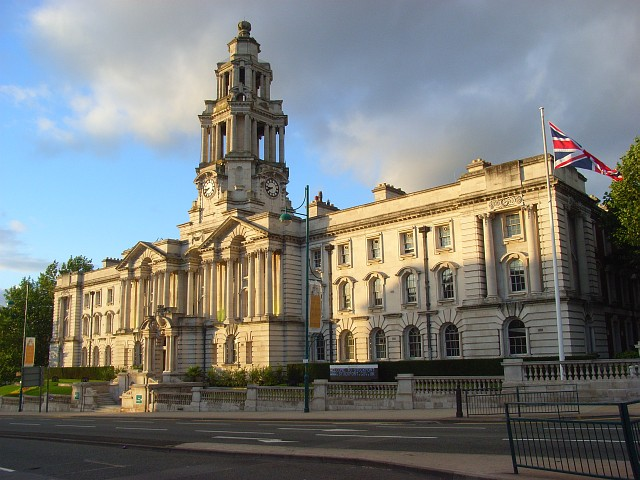
استاک‌پورت.

استاک‌پورت (به انگلیسی: Stockport) یکی از شهرهای بزرگ منطقهٔ منچستر بزرگ در شمال غرب انگلستان است. این شهر در ناحیه‌ای مرتفع و در محل تلاقی دو رودخانه قرار گرفته‌است.
استاک‌پورت در ۹٫۸ کیلومتری جنوب شرق منچستر واقع شده و جمعیت آن بالغ بر ۱۳۶٬۰۸۲ نفر بوده که این رقم با احتساب جمعیت حومهٔ شهر به حدود ۲۸۱٬۰۰۰ نفر می‌رسد.